# Кальенс, Александер
Александер Мартин Маркиньо Кальенс Асин (исп. Alexander Martín Marquinho Callens Asín; род. 4 мая 1992, Кальяо, Перу) — перуанский футболист, защитник клуба «АЕК» и сборной Перу.

## Клубная карьера
Кальенс — воспитанник клуба «Спорт Бойз». 18 апреля 2010 года в матче против «Леон де Уануко» он дебютировал в чемпионате Перу. 19 июня в поединке против «Аякучо» Александер забил свой первый гол за «Спорт Бойз».
В августе 2011 года Кальенс подписал двухлетнее соглашение с испанским «Реал Сосьедад», но выступал за резервную команду. 8 ноября в матче против «Лемона» он дебютировал в испанской Сегунде. 8 февраля 2014 года в поединке против «Реал Унион» Александер забил свой первый гол за новый клуб. 4 декабря в матче Кубка Испании против «Реал Овьедо» он дебютировал за основную команду «Реала Сосьедад».
В августе 2015 года Кальенс на правах свободного агента подписал годичный контракт с «Нумансией». 21 ноября в матче против «Мирандес» он дебютировал за новую команду. 16 января 2016 года в поединке против «Альбасете» Александер забил свой первый гол за «Нумансию». 23 января 2017 года Кальенс расторг контракт с «Нумансией» по взаимному согласию сторон.
27 января 2017 года Кальенс подписал контракт с клубом MLS «Нью-Йорк Сити». В североамериканской лиге он дебютировал 5 марта в матче стартового тура сезона 2017 против «Орландо Сити». 3 июня в поединке против «Филадельфии Юнион» Александер забил свой первый гол за «Нью-Йорк Сити». 11 октября 2018 года Кальенс подписал новый многолетний контракт с «Нью-Йорк Сити». В сезоне 2021 Александер помог «Нью-Йорк Сити» выиграть Кубок MLS и был назван самым ценным игроком клуба оборонительного плана. Он был отобран на Матч всех звёзд MLS 2022, в котором сборная звёзд MLS принимала сборную звёзд Лиги MX. По итогам сезона 2022 Кальенс номинировался на звание защитника года в MLS. По окончании сезона 2022 контракт Кальенса с «Нью-Йорк Сити» истёк.
В январе 2023 года Кальенс на правах свободного агента перешёл в испанскую «Жирону», подписав контракт на 2,5 года. 10 февраля в матче против «Кадиса» он дебютировал Ла Лиге. 8 сентября того же года Кальенс на правах аренды перешёл в афинский АЕК. 25 сентября в матче против «Панатинаикоса» он дебютировал в греческой Суперлиге. 21 января 2024 года в поединке против «Атромитоса» Александер забил свой первый гол за АЕК.

## Международная карьера
В 2011 году в составе молодёжной сборной Перу Кальенс принял участие в домашнем молодёжном чемпионате Южной Америки. На турнире он сыграл в матчах против команд Чили, Аргентины, Венесуэлы и Уругвая. В поединке против аргентинцев Александер забил гол.
18 апреля 2014 года в товарищеском матче против сборной Мексики Кальенс дебютировал за сборную Перу. 9 сентября 2014 года в поединке против сборной Катара он забил свой первый гол за национальную команду.
В 2019 году Кальенс принял участие в Кубке Америки в Бразилии. На турнире он был запасным и на поле не вышел.
В 2021 году Кальенс во второй раз принял участие в Кубке Америки в Бразилии. На турнире он сыграл в матчах против сборных Венесуэлы, Эквадора, Бразилии и дважды Колумбии.

### Голы за сборную Перу
| #   | Дата           | Место                 | Противник | Счёт | Результат | Соревнование      |
| --- | -------------- | --------------------- | --------- | ---- | --------- | ----------------- |
| 01. | 18 апреля 2014 | Катар СК, Доха, Катар | Катар     | 0:1  | 0:2       | Товарищеский матч |

## Достижения
Командные
 «Нью-Йорк Сити»
- Чемпион MLS (обладатель Кубка MLS): 2021
- Обладатель Campeones Cup: 2022

Личные
- Участник Матча всех звёзд MLS: 2022